# Elektrometr

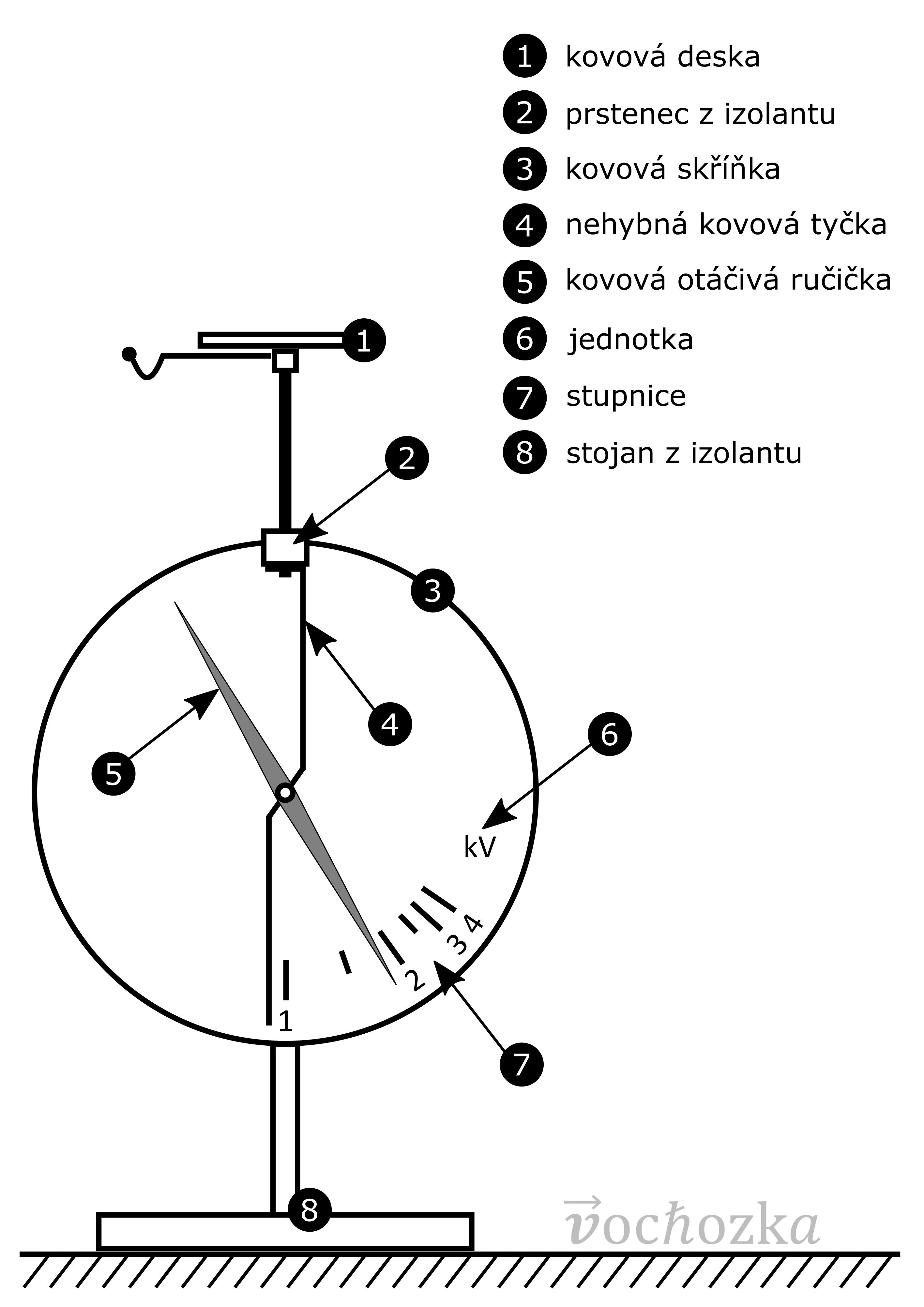
Popis hlavních částí elektrometru. Kovová deska, prstenec z izolantu, kovová skříňka, nehybná kovová tyčka, kovová otáčivá ručička, jednotka, stupnice, stojan z izolantu.

Elektrometr je měřící přístroj, který měří elektrický náboj nebo rozdíl potenciálů. Jedním z nejjednodušších elektrometrů je elektroskop.
Prvotní elektrometry využívaly sil v elektrostatickém poli. Na tomto principu byly sestrojeny i další konstrukce mechanických elektrometrů. Příkladem mohou být Kelvinovy vážky, Thomsonův kvadrantový elektrometr, Hoffmannův duantový elektrometr a další. U nejpřesnějších mechanických přístrojů byly výchylky jemných elektrod pozorovány mikroskopem a jejich citlivost se blížila k elementárnímu náboji. Naopak existovaly elektrometry s rozsahem stovek kilovolt. Moderní elektrometry mají elektrostatický mechanický systém ve vakuu.
Existují i elektrometry v tuhé fázi využívající tranzistor řízený polem (FET).
Pokud se měřený rozdíl elektrostatických nábojů nemění, pak v ustáleném stavu je vlastní odběr elektrometru pro většinu praktických případů nulový a je dán jen svodem izolantů (včetně vzduchu mezi elektrodami elektrometru). Vstupní odpor elektrometru je pak nekonečně velký.